# III. třída okresu Sokolov
III. třída okresu Sokolov patří společně s ostatními třetími třídami mezi deváté nejvyšší fotbalové soutěže v Česku. Je řízena Okresním fotbalovým svazem Sokolov. Hraje se každý rok od léta do jara se zimní přestávkou. Vítěz každé ze skupin postupuje do II. třídy okresu Sokolov.

## Vítězové

### III. třída okresu Sokolov
| Ročník    | Vítězný tým                   |
| --------- | ----------------------------- |
| 2003/2004 | SK Dolní Rychnov „B“          |
| 2004/2005 | SK Sokol Chlum Svaté Maří     |
| 2005/2006 | TJ Dynamo Krajková            |
| 2006/2007 | TJ Spartak Chodov „B“         |
| 2007/2008 | TJ Spartak Chodov „B“         |
| 2008/2009 |                               |
| 2009/2010 | FK Loket „B“                  |
| 2010/2011 | SK Sokol Chlum Svaté Maří     |
| 2011/2012 |                               |
| 2012/2013 | TJ Baník Union Nové Sedlo „B“ |